# カルロス4世の家族
『カルロス4世の家族』（カルロスよんせいのかぞく、スペイン語: La familia de Carlos IV）は、フランシスコ・デ・ゴヤが1800年から1801年にかけて描いた集団肖像画。マドリードのプラド美術館が所蔵している。
ゴヤは、1800年春から習作の準備を始めたが、プラド美術館には5点の習作が所蔵されている。最終的な作品は1800年7月から1801年6月にかけて制作され、1801年12月に完成した。この作品は、マドリードの王宮の私的コレクションに入り、1814年の目録に記載された。1824年には、この絵に描かれたひとりであるフェルナンド7世の命令によって、新設されたプラド美術館の所蔵とされた。
1942年以来、この作品はカタログ番号P00726を維持している。この年、この作品は、当時プラドの副館長だったフランシスコ・ハビエル・サンチェス・カントンが編纂し、後に出版された、博物館の所蔵目録に登場した。この作品は、フアン・デ・ビリャヌエバが設計した建物の1階に位置する美術館の第32号室に展示されている。
この作品は、ゴヤが描いた多数の肖像画を集約的にまとめたもので、彼が制作した最も複雑な構成をもつ作品のひとつであり、ルイ＝ミシェル・ヴァン・ローが1743年に描いた『フェリペ5世の家族 (La familia de Felipe V)』や、ディエゴ・ベラスケスによる1656年の『ラス・メニーナス（女官たち）、あるいは、フェリペ4世の家族 (Las Meninas o la familia de Felipe IV)』を先例としていた。
ゴヤは、この作品の隅々において、光の描き方や、人物の微妙な性格の描写など、優れた技量を発揮しており、それらを強調するため空間はあまり意識させず、描かれた人々の描写におけるこのフエンデトードス出身の画家の分析力を見せつけている。

## 制作の経緯
1789年以来、ゴヤはカルロス4世の宮廷画家であった。その地位にあったため、またそれ以前にも『スーツ姿のカルロス3世 (Carlos III en traje de corte)』（1787年、スペイン銀行所蔵）を描いており、国王の肖像画を描く機会がしばしばあったが、それまでは常に王を単独で描いており、集団の中のひとりとして描くことはなかった。1800年の春、宮廷画家に任命されてから数ヶ月後、ゴヤは王室の全員を収めた大きな肖像画を制作するよう命じられた。王妃マリア・ルイサ・デ・パルマからマヌエル・デ・ゴドイへの書簡によって、この画の制作、構成の過程は段階的に知ることができる。
1800年5月、王室がアランフエス宮殿でひとシーズンを過ごしている間、ゴヤはこの作品に着手し5月から7月にかけ、王室メンバー各人の自然な姿を捉えた肖像画を描いていった。王妃の求めにより、画家は王族一人ひとりを別々に描くことで、全員が一緒にポーズをとるような、長く退屈な時間はなく済んだ。
習作として描かれた素描はいずれも、基本的な形を捉えた中で、赤みを帯びた下塗りと同じような色調による表情の構成に共通性がある。最終的には、画面の比率が定まり、色の階調には陰影が加わった。7月23日の時点で、ゴヤは10点の肖像の習作を記録に残したが、そのうち5点に署名を入れ、その5点はプラド博物館に所蔵されている。すなわち、『マリア・ホセファ内親王』、『スペイン王子カルロス・マリア・イシドロ』、『スペイン王子フランシスコ・デ・パウラ』、『アントニオ・パスクアル親王 (El infante Antonio Pascual)』、『エトルリア王ルイス1世 (Luis, rey de Etruria)』である。失われた習作は、アグスティン・エステベや、工房によって作られた模写が多くの美術館やコレクションに所蔵されており、例えばニューヨークのメトロポリタン美術館には後のフェルナンド7世の肖像画が所有されている。ゴヤは、1800年6月から1801年12月にかけて、最終的な作品の制作に取り組み、完成させて国王に披露した。

習作
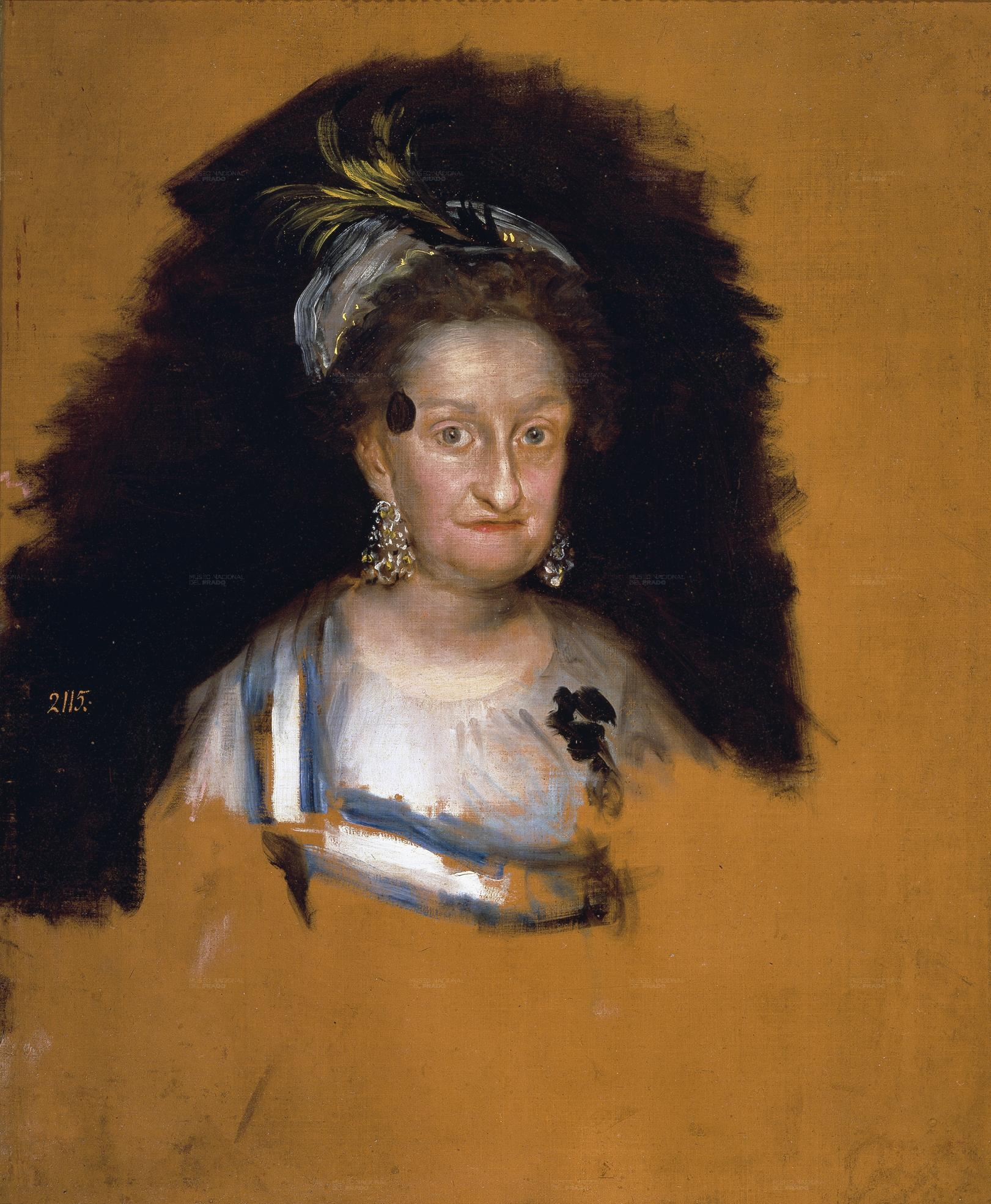
『マリア・ホセファ内親王』
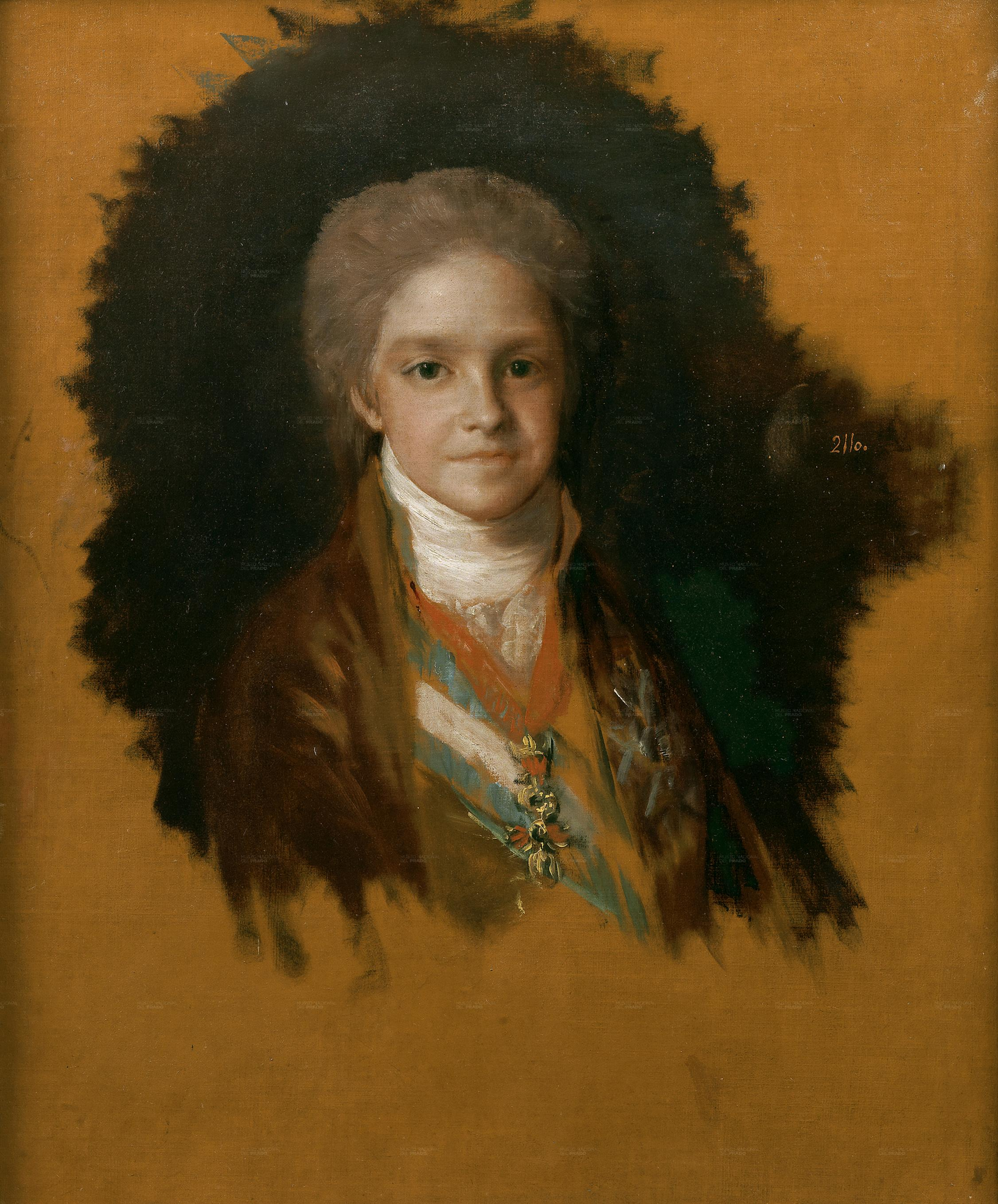
『スペイン王子カルロス・マリア・イシドロ』
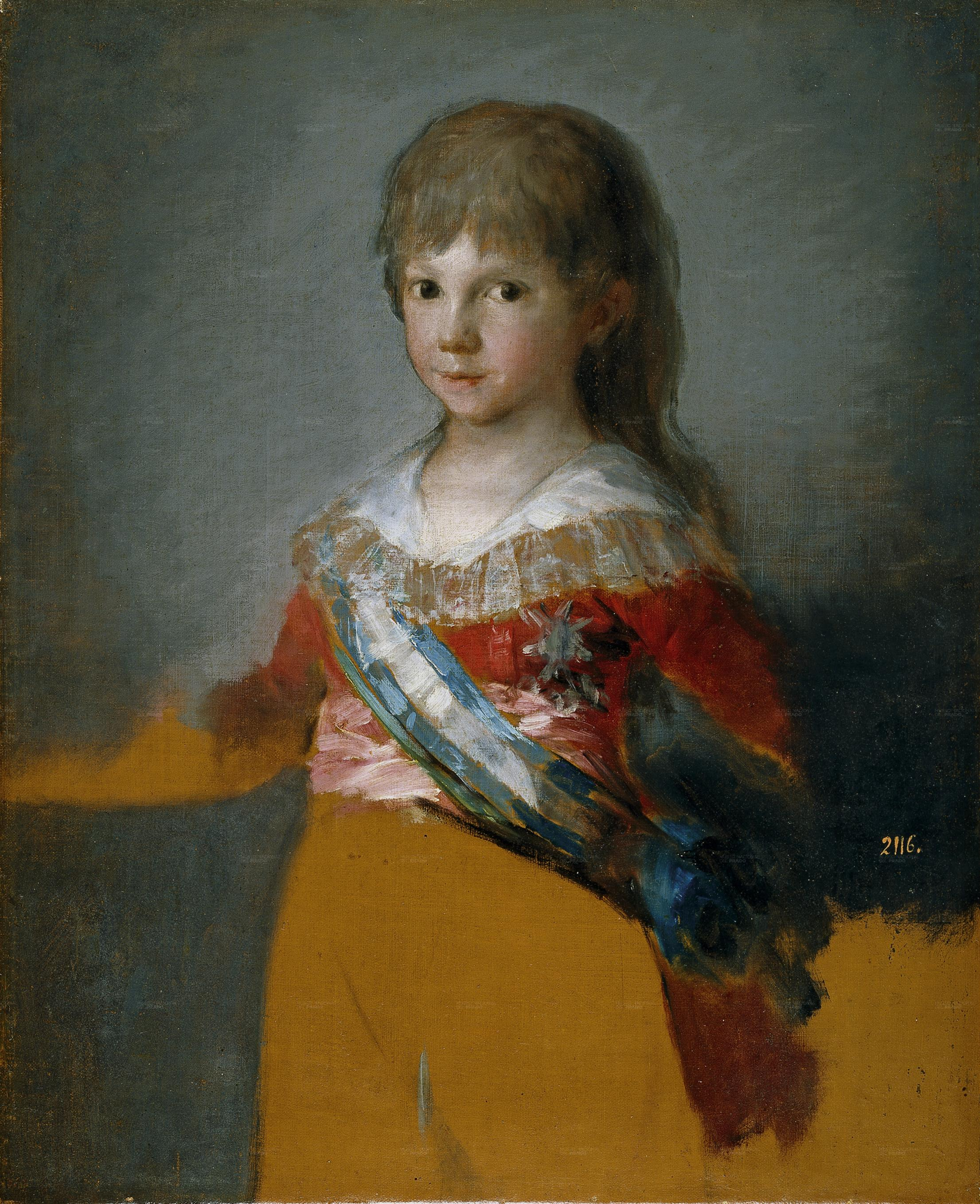
『スペイン王子フランシスコ・デ・パウラ』
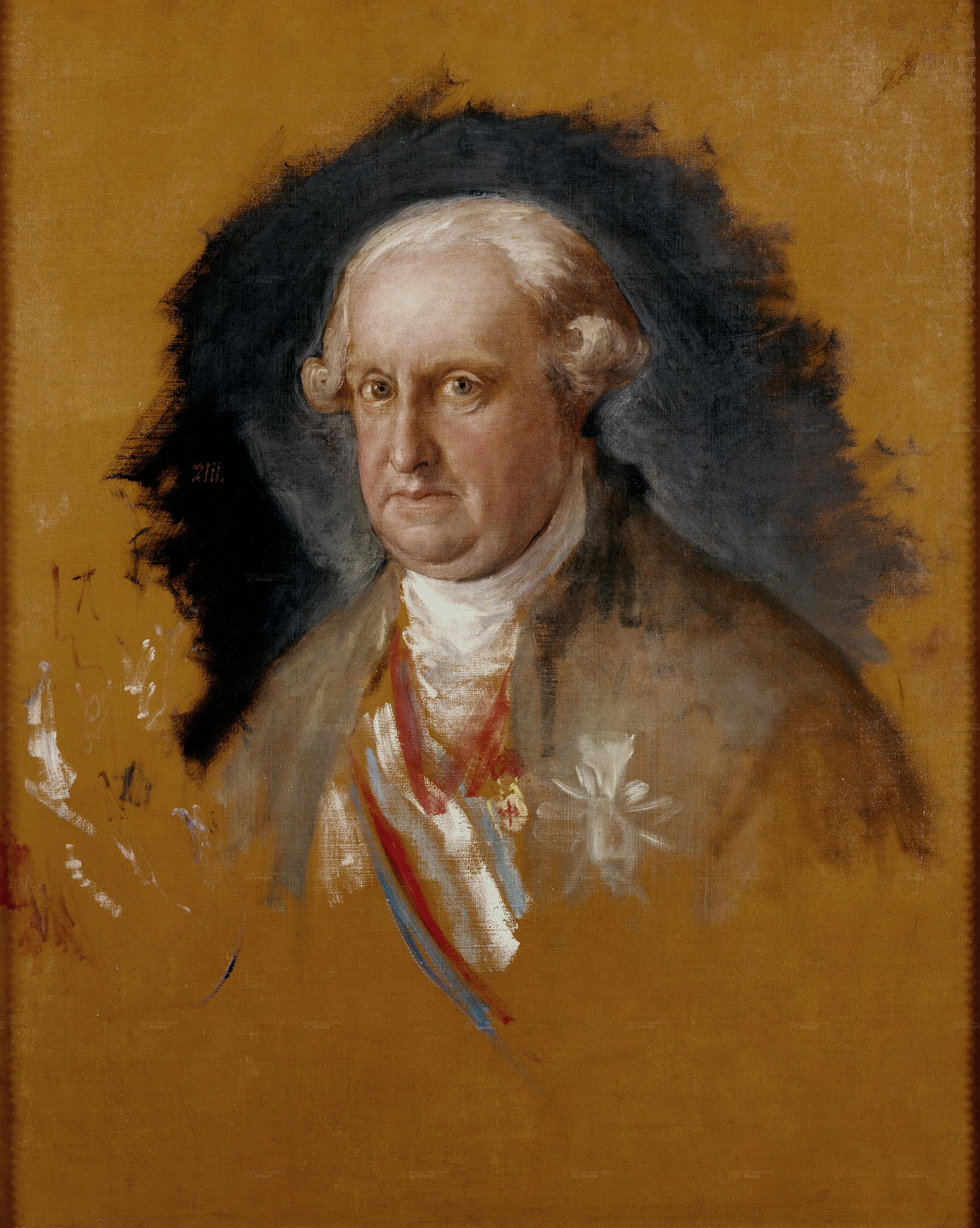
『アントニオ・パスクアル親王』
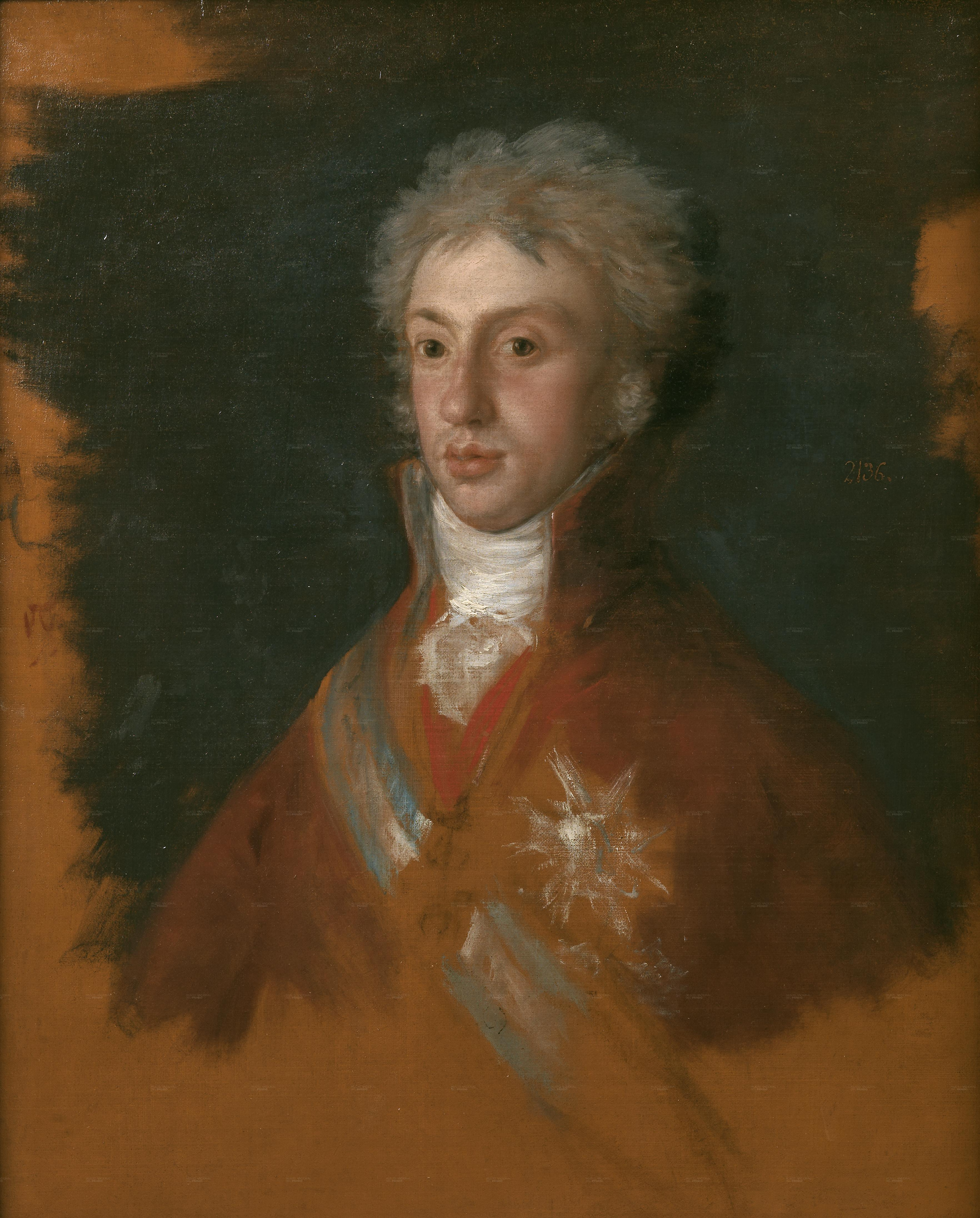
『エトルリア王ルイス1世』（以上、プラド美術館蔵）
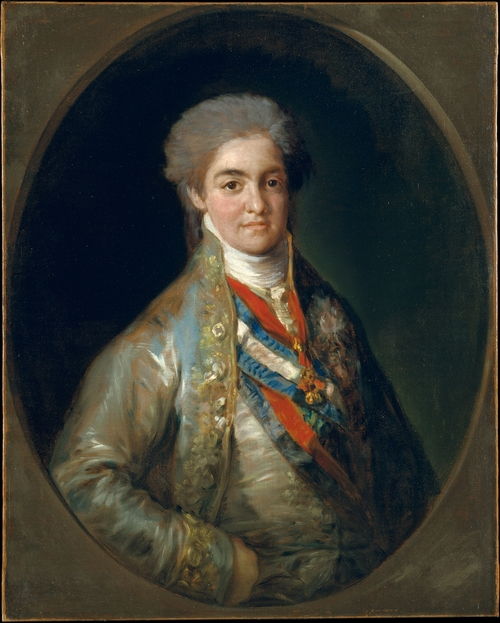
『アストゥリアス公フェルナンド・ド・ボルボン』（模写：ニューヨーク、メトロポリタン美術館蔵）

この絵は、かつてヴァン・ローが描いた『フェリペ5世の家族』（プラド美術館蔵）のような、もっと大きな画面の作品を期待していた王室一家には、受けがよくなかったといわれる。ヴァン・ローの作品は、縦4メートル、横5メートルを超える大作であった。しかし、評価が低かったということではない。カルロス4世はこの作品を「みんな一緒の (de todos juntos)」肖像画と上品に呼んでおり、描かれた王家の人々は忠実に表現されたことを喜んでいたかもしれず、ゴヤが誠実に本質を捉えて描いた多くの人物と同様に、生き生きとした容貌と、威厳があり華やかな雰囲気は、他の画家にはなかなか描けないものであった。

## 解釈：風刺か追従か
実際、彼の肖像画を同時代の他の画家たちの作品と比較すると、ゴヤが彼らを著しく好意的に描き、「主人に最善の奉仕をもって仕えていていた (servir a sus señores del mejor modo posible)」ことが分かる。それでも、過去には、この作品の中にゴヤの君主制の批判を見て、主人のブルジョア的側面を暗示し、カンバスに表現することをゴヤは躊躇しなかったとする論もあった。
ピエール＝オーギュスト・ルノワールは、プラド美術館を訪れてこの絵を見たとき、「王はまるでバーテンダーで、王妃は女給のようだ! もっとひどいのは、何てダイヤモンドをゴヤは描いたんだ! (Le roi ressemble à un tavernier, et la reine ressemble à une ouvreuse… ou pire ! Mais quels diamants Goya a peints !)」と叫んだという。フランスの作家テオフィル・ゴーティエは、この絵を「富籤に当たったばかりの角のパン屋と彼の妻 (boulanger du coin à sa femme venant de gagner à la loterie)」と呼んだとされ、しばしばゴヤは、この作品に描いた主題に対して何らかの風刺の意図をもっていたと信じられている。
しかし、そのような考え方は、美術評論家のロバート・ヒューズによって次のように否定されている。「そうした考えはナンセンスである。描く相手を風刺などしていたら、公式の宮廷画家としての仕事は維持できない。これは、からかいではない。これが何かであるとすれば、それは追従の類である。例えば、左手に描かれた青い服装の人物は、スペインの政治史全体の中でも最も醜悪な忌々しい輩である後のフェルディナンド7世なのだが、ゴヤは実に立派な姿に描いている。」
ゴヤは物語の構造をこの作品から排除しており、この作品は単に絵画のためにポーズをとる人々を描いたものに過ぎない。
『ラス・メニーナス』と同じように、画家は裏側しか見えないカンバスに向かう姿で描かれているが、ベラスケスの作品に描かれた宮殿の内部の雰囲気のある暖かな構図は、ゴヤによって、ピエール・ガシアの言葉で言えば「即座に窒息 (imminent suffocation)」しそうなものに置き換えられており、ゴヤによって描かれた王室の家族は、「公衆に向かった舞台上にいて、片隅の陰の中にいる画家は、物憂げな笑顔を見せながら、指を差し、＜連中を見て、自分で判断しなさい!＞と言っている」かのようである。
当時の困難な時代情勢も、ゴヤの制作の動機に関わっていた可能性があり、作品の完成はフランス革命の勃発から11年ほど後だったが、スペインはまだその影響や、革命後の展開への対処に追われており、挙句にはナポレオンによる侵入を許してしまい、いろいろ経緯を経て最終的に1808年にはナポレオンの弟ジョゼフ・ボナパルトがスペインの王位に就いた。こうしてカルロス4世の王室は崩壊し、さらに後には、作品制作の時点で皇太子であり、王位を回復したフェルナンド7世が「スペイン史上最悪の王」と呼ばれるようになったことを踏まえ、後年には「ゴヤは、一族の未来をも、この作品『カルロス4世の家族』に描いていた」といった見方もなされるようになった。

## 描かれた人物

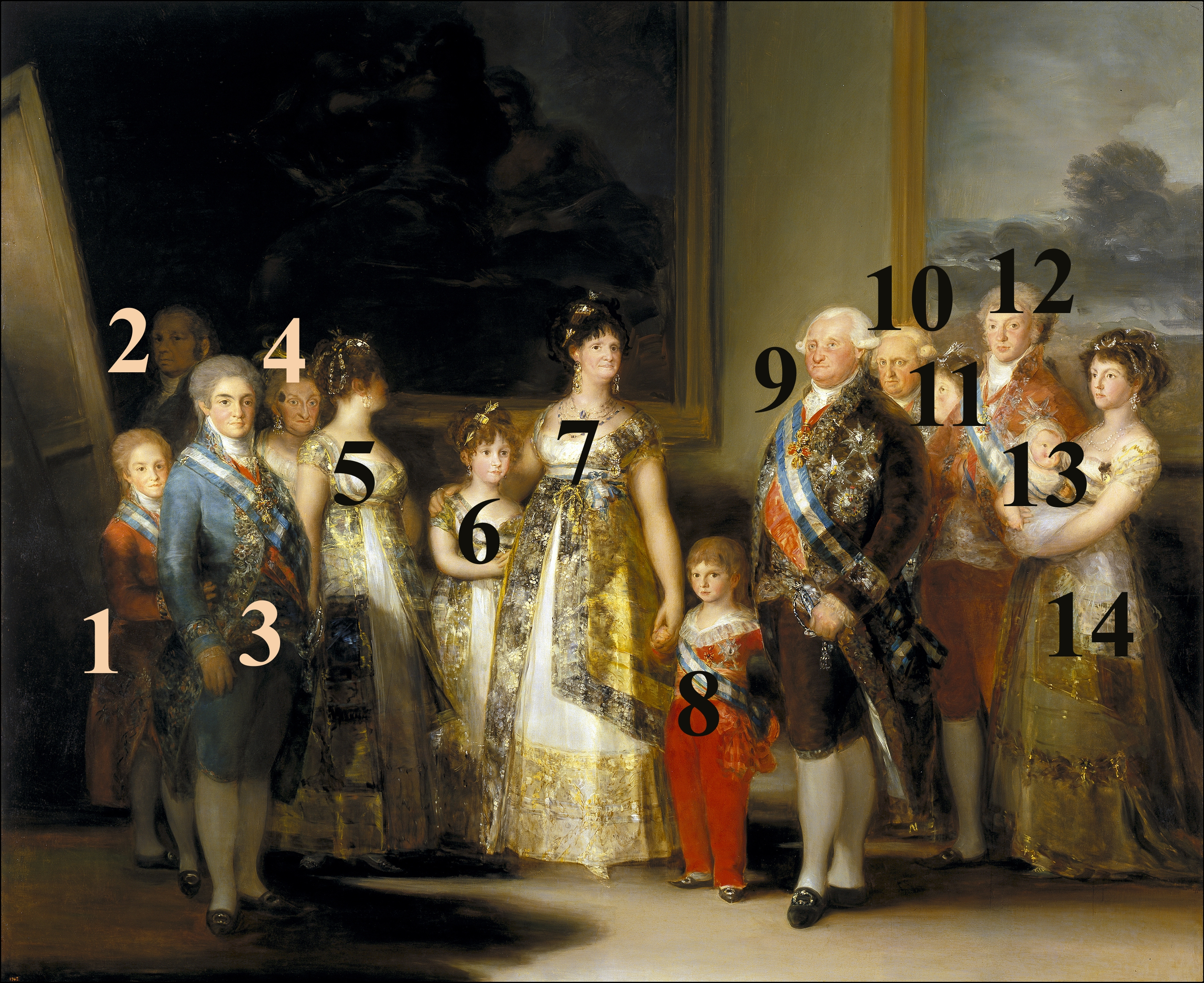

背景の陰になったところにかすかに描かれているのは、ゴヤ自身である (2)。他の人物は左から右へ番号順に以下の通りである。
- (1) カルロス・マリア・イシドロ (1788–1855) – 王の次男
- (3) 後のフェルナンド7世 (1784–1833) – 王の長男（この時点ではアストゥリアス公＝皇太子）
- (4) マリア・ホセファ (1744–1801) – 王の姉
- (5) マリア・アントニア・デ・ナポレス – 制作の時点では誰になるか分からなかった。
- (6) マリア・イサベル (1789–1848) – 王の娘
- (7) マリア・ルイサ (1751–1819) – 王妃
- (8) フランシスコ・デ・パウラ (1794–1865) – 王の末息子
- (9) カルロス4世 (1748–1819) – 王
- (10) ドン・アントニオ・パスクアル  (1755–1817) – 王の弟
- (11) カルロータ・ホアキーナ (1775–1830) –  王の長女（頭部のみ）
別の説では、アントニオ・パスクアルの亡妻マリア・アマリア
- (12) ドン・ルイス・デ・パルマ (1773–1803) – 王の娘婿
- (13) カルロス・ルイス (1799–1883) - パルマ公夫妻の子（王の孫）、後のパルマ公[28]
- (14) パルマ公妃マリア・ルイサ (1782–1824) – 王の娘、赤ん坊を抱いている

## 分析

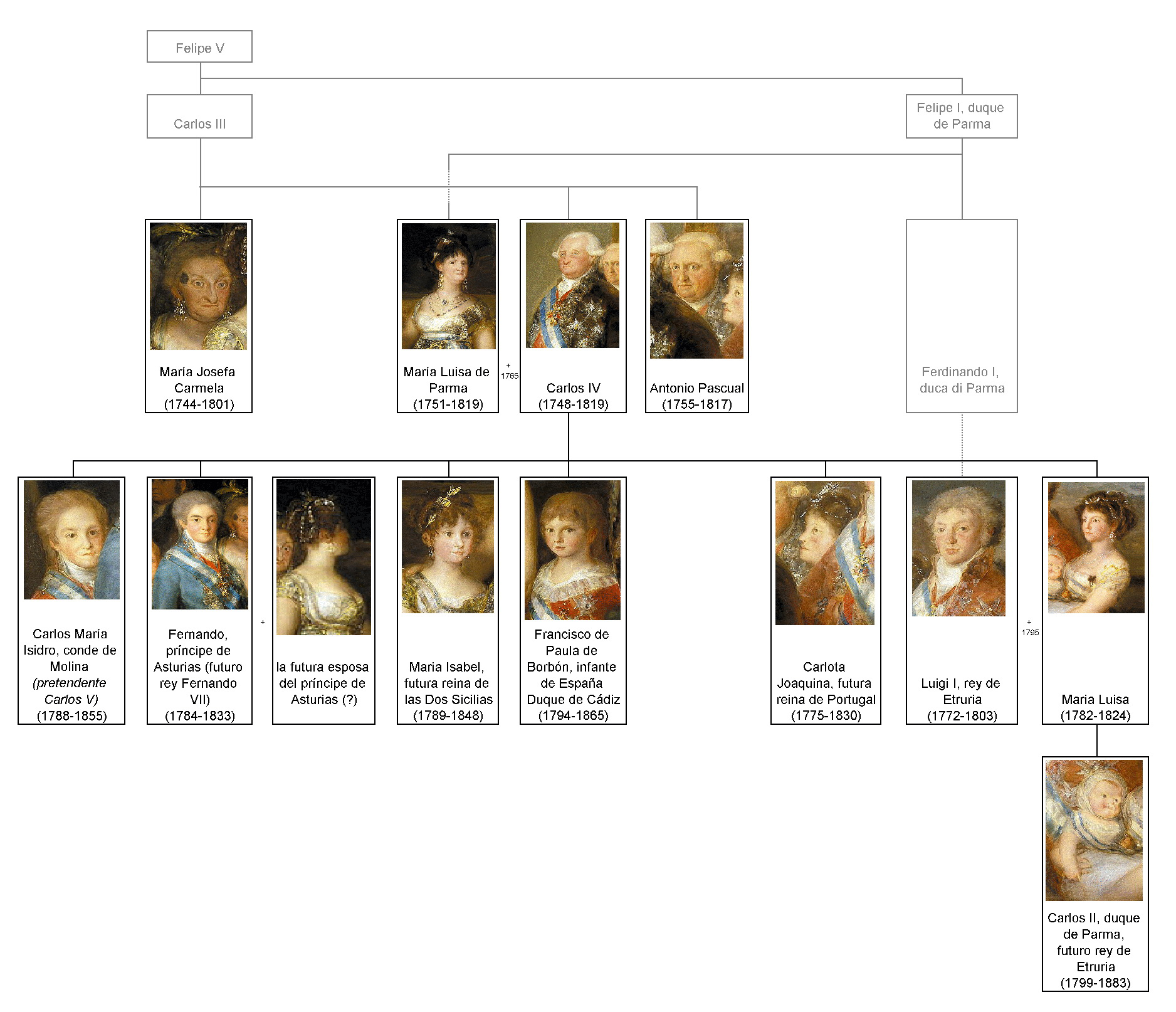
カルロス4世の家族の系図。

この絵に描かれた王家全員の並び方には、王妃マリア・ルイサを目立たせる意図があり、画面の中央で王女マリア・イサベルの肩に母親らしく腕をまわす彼女は、もう一方の手で王子フランシスコ・デ・パウラの手を握り、王子はもう一方の手を王とつないでいる。左側には、後のフェルナンド7世（この時点ではアストゥリアス公＝皇太子）と、その背中を支えるような姿の王子カルロス・マリア・イシドロとともに、エレガントな服装ながら振り返るような姿勢で顔が見えない若い女性が描かれているが、これは、この時点ではまだ存在せず、選ばれてもいなかったアストゥリアス公妃（皇太子妃）としてゴヤが描き入れたものである。右側には、王女マリア・ルイサが、夫であるパルマ公ルイス（ルドヴィーコ）とともにいて、幼い王子カルロス・ルイスを腕に抱いている。背景には、王の姉弟がおり、左側にはマリア・ホセファ、右側にはアントニオ・パスクアルがいて、後者の隣には横顔の頭部だけが見える別の女性の姿が描かれているが、この女性については諸説があり、アントニオ・パスクアルの妻で2年前に亡くなっていたマリア・アマリア、あるいは、王の長女でポルトガル王妃となっており、何年もスペインには戻らなかったためゴヤが描く機会のなかったカルロータ・ホアキーナを王女として描いたともいう。描かれた人物の配列は、明らかに王朝を表現する意図で考案されたものである。確固たる意図として伝わるのは、多産の母親として王妃の姿であり、他方では未来のアストゥリアス公妃も描き込むことで子孫の繁栄が示唆さら、それはさらにマリア・ルイサの腕の中の小さな赤ん坊の王子の存在によっても保証されている。
ゴヤは、王室の人々をフリーズのような形に立ち姿で配置し、また『ラス・メニーナス』の人物と同じように、豪華な絹の衣装をまとい、ふんだんに宝石や装飾品を身に着けた姿で描き、男性たちはカルロス3世勲章、金羊毛勲章、聖ジェナーロ勲章を着け、女性たちはマリア・ルイサ勲章の綬章を着けている。画家は、こうした細部にもその技量の全てを用い、王室の人々を尊厳ある姿に描き、君主たる国王の優しく穏やかな性格を強調している。ベラスケスに捧げられたと見える表現は、同時に、オーストリア（ハプスブルク家）とブルボンの両王朝を結び付け、それら王朝の概念を豊富に感じさせるものとなっている。
しかし、カモン・アスナールが指摘したように、ゴヤは、『ラス・メニーナス』に示されたものほど複雑な視点と光の遊戯は考えていなかった。空間を縮約することで、ゴヤは、鏡の中に映った王の姿と反射と画家が制作中の絵画というモチーフによって生み出された暗示や謎といった、ベラスケスの作品に見られた多くのバロック的な要素を取り除いた。ナイジェル・グレンディニング (Glendinning, 2005) は、こちら側には木枠が見える大きなカンバスの後ろに画家が自画像を描いたのは、『ラス・メニーナス』への敬意が示すものだと推測しており、鏡はといえば、国王夫妻が映る部屋の奥ではなく、鑑賞者が占める場所に位置していることになり、そこに王家の人々が映っているはずなのである。フレッド・リヒトが述べているように、描かれている人々の前に鏡が置かれていればこそ、ゴヤはカンバスの背後にいても王室の人々を描けるのである。また、前に置かれた鏡によって、モデルたちは自分自身の姿や並び方の構図の良し悪しを判断してから描かせることが可能になるはずである。モデルたちは、描かれる姿を確認することができ、また自分たちが重要と思う箇所に変更を求めることもできた。したがって、「無慈悲な (implacable)」ものとされるゴヤが描いた姿は、実際には描写された側が自分自身を捉えていた姿だったのである。
制作にあたったゴヤの筆遣いは際立ち、ほとんど印象派の先駆と見なせるほどであり、輝きを用いて巧みな錯覚を仕掛け、衣服や装飾品や宝石の質を描いている。しかし、この作品には臣下など、王室の権力を象徴するものが描き込まれていない。また、ヴァン・ローが用いたように、お決まりのパリウムとしてのカーテンを描き入れることもしていない。描かれた仕草は、彼らの親密で家族的な振る舞いが非常に人間的な特徴をもつことを示しており、王女イザベルが胸のごく近くに赤ん坊を抱えている姿は授乳を連想させるし、ドン・カルロスが兄フェルナンドを温かく抱きしめる姿は、ある種の怯えと恐怖を示している。カルロス・マリア・イシドロのイメージには、習作の段階といくつかの違いがある。イメージはより散漫で、顔は凍りついており、陽気で誠実な王子の性格とは異なっている。それはまた、スペインの将来の王となる兄フェルナンドの陰にいるように見える王子の複雑な心理を掘り下げていない。
この作品の制作より数年前、フランス王国のルイ16世はパリでギロチンにかかり、フランスのブルボン朝は消滅したようなものであった。しかし、ゴヤは、王が自らに課すことができる別の道があること、すなわち、スペインのブルボン朝（ボルボン朝）は強く、幅広く、多くの子孫を生み、家系の権力を永続させる運命にあることを、ここに提示している。
マヌエラ・メナは、ゴヤが王室の全員を描く責務を負っており、すでに死去していた王女マリア・アマリアや、まだ登場していなかった将来のアストゥリアス公妃を描かなければならなかったと述べている。ゴヤは、かつて『ドン・ルイス・デ・ボルボーン親王の家族』で行ったように、構図に自身を描き込んだが、今回の王室の肖像画では女官や侍従たちを侍らせず、ベラスケスの『ラス・メニーナス』と同様に「隠された対称性 (simetría encubierta)」によって集団を配置した。ベラスケスの絵画では王女マルガリータであった肖像画の中心軸には王妃がおり、残りの人物たちはその両側にそれぞれ束ねられ、厳格なフリーズにも似た小さな空間に埋め込まれた二つの集団に配置されている。『ラス・メニーナス』に捉えられたマドリードのかつてのアルカサル王宮の場面における飾りのない剥き出しの表現は、場所は違っていても、ボルボン朝の宮殿と視覚的に結び付けられている。すべては、ゴヤのカンバスが、『ラス・メニーナス』に倣っていることを示している。
背景には、2点の絵画が描き込まれているが、その作者も主題も分かっておらず、これまでに多数の仮説が提起されてきた。その中でハーゲン夫妻 (Rainer & Rose Marie Hagen) は、絵画のひとつの主題が「ロトとその娘たち」であり、宮廷における贅沢三昧を示唆しているのではないかと考えた。しかし、このような仮説は、宮廷におけるゴヤの地位や、彼が王に対して抱いていた「たくさんの感謝の念 (sobrados motivos de agradecimiento)」と矛盾する。
この作品の、媚を感じさせないという側面は、肖像画における容貌の表現に妥協のない厳しさをもって臨むスペインの肖像画の伝統によって説明できる。スペインの肖像画におけるこの黄金律の最良の例は、フレッド・リヒトの見解によれば、やはりベラスケスが教皇インノケンティウス10世を描いた『教皇インノケンティウス10世の肖像 (Ritratto di Innocenzo X)』とされる。

## 先行作品からの影響

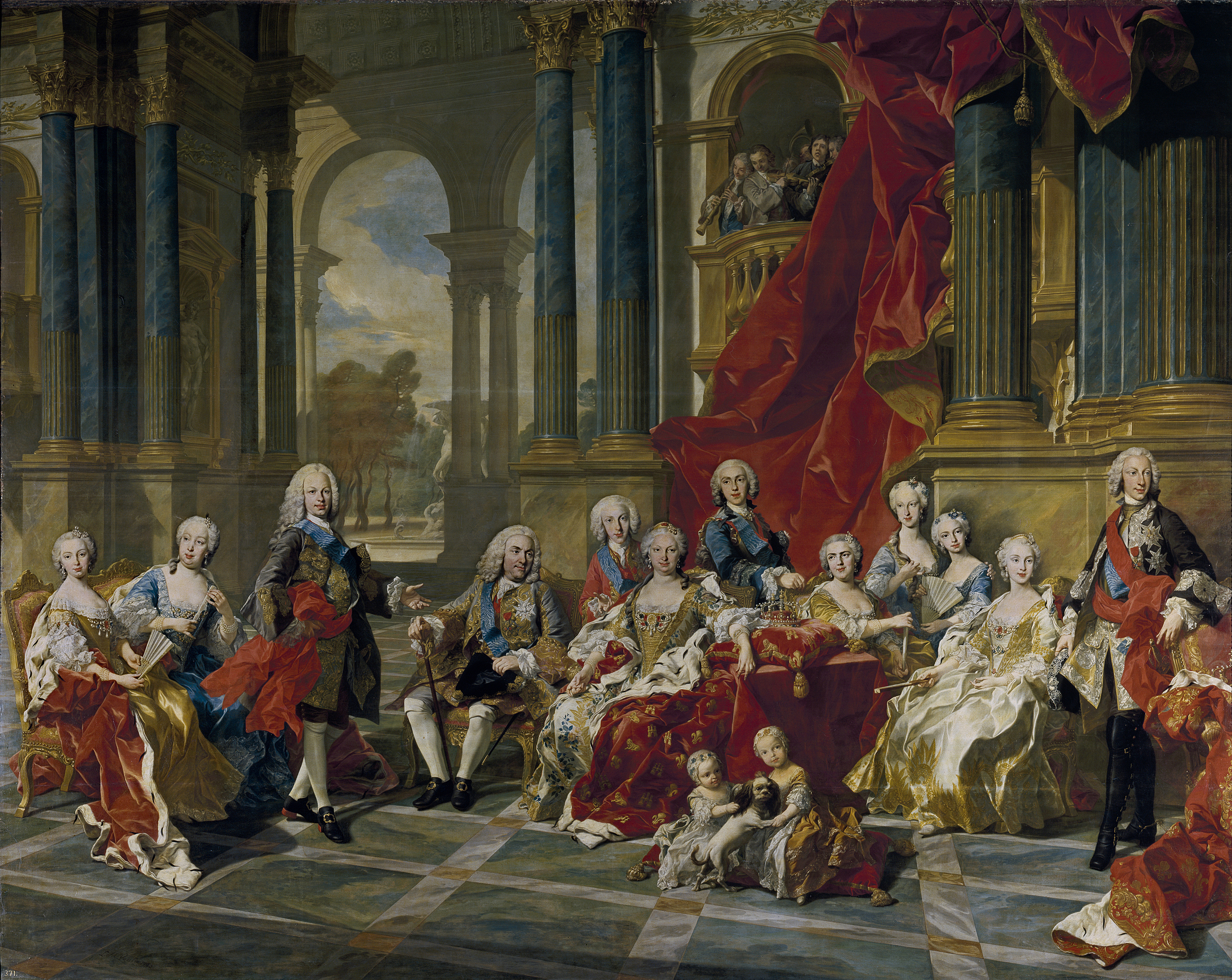
『フェリペ5世の家族』、1743年。

北方の諸国とは異なり、スペインでは集団肖像画はさほど制作されていなかった。宗教画の分野では、作品の制作に資金を提供した人々を描き入れるという前例があった。この分野の、より複雑な構成を持つ作品としては、エル・グレコによる『オルガス伯の埋葬 (El entierro del conde de Orgaz)』や、クラウディオ・コエーリョの『カルロス2世による聖体礼拝 (Adoración de la Sagrada Forma por Carlos II)』があった。しかし、より厳密な意味で、王室の肖像画と考えることができた唯一の前例は、カルロス4世の家族の正しく直接の先祖を描いていたベラスケスによる『ラス・メニーナス』であった。
ヴァン・ローによる『フェリペ5世の家族』は、スペインのボルボン朝宮廷における集団肖像画の手本となった。作品に描き込まれた素晴らしい彫刻、壮麗な家具、王室の人々の理想化された態度は際立っているが、それは、王室の存在を正当化し、彼らを血統と美しさの理想に近づけるためである。ゴヤは、こうした特性をすべて捨て、より人間的な方法で国王を描いた。

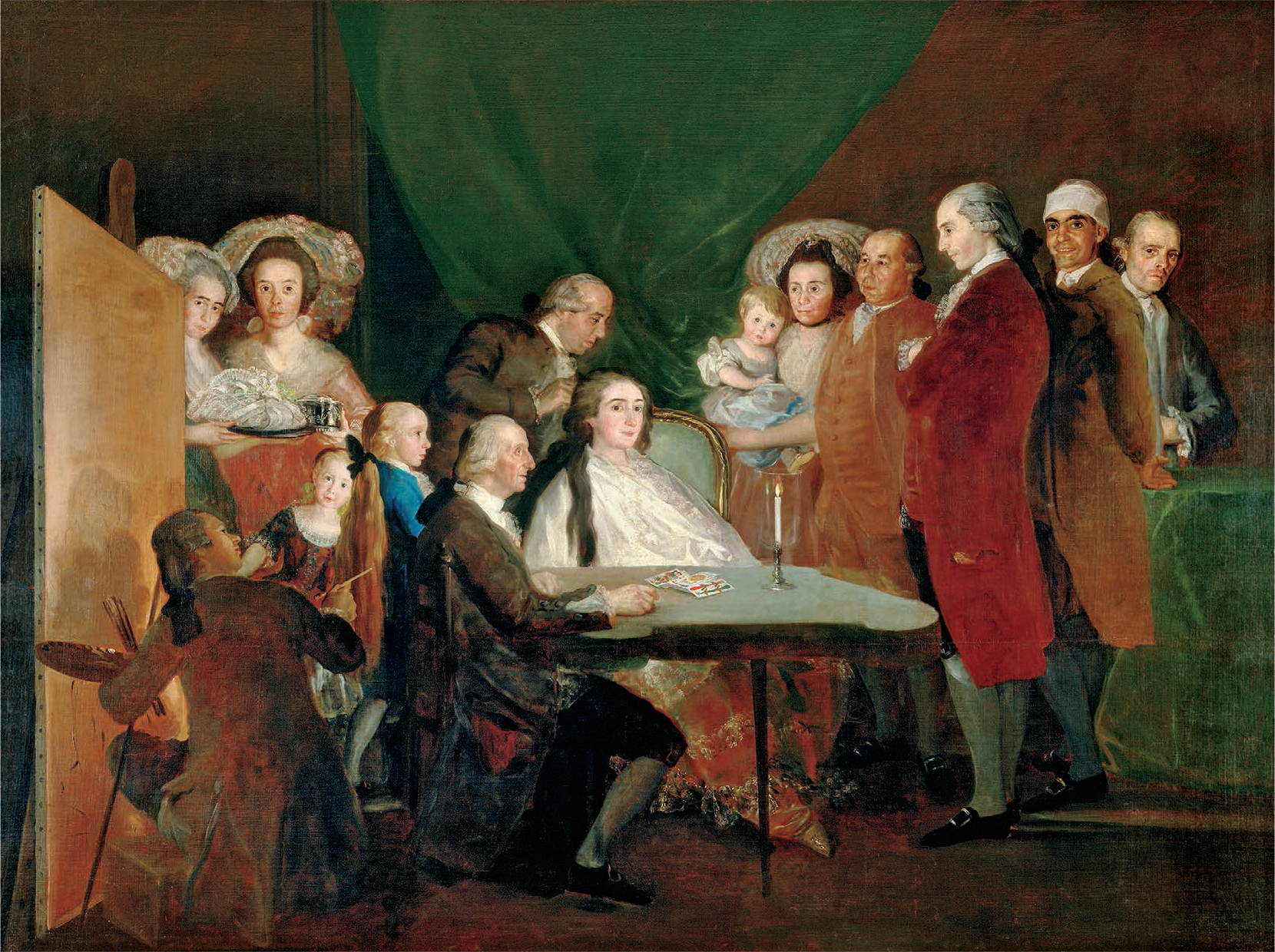
『ドン・ルイス・デ・ボルボーン親王の家族』、1783年。

ゴヤは、この作品以前にも、『ドン・ルイス・デ・ボルボーン親王の家族』（1783年、イタリア・パルマ県、マグナーニ＝ロッカ財団）を手がけた際に、王室の一員から委嘱された集団肖像画に自画像を組み込んだことがあった。ゴヤがベラスケスの作品を崇敬していたことを考えると、これは『ラス・メニーナス』の例を念頭に置いての行為であるかのように思えるが、実はそのように自画像を書き込むよう指示したのは委嘱者である王子自身であり、それはこの作品の重要性を高めるためであった。一方、ゴヤは、より現代的な方法で場面を構想しており、横向きに描かれた王子はトランプを載せた緑色のマットが敷かれたテーブルに向かって座り、その周りでは彼の家族や、友人たち、召使いたちが、和やかに語り合っている。しかし、同時にゴヤは、自分の姿が主題から距離を置くようにする術も心得ており、謙虚さをもって自分自身を描き、背中を向けて屈む姿を、陰の中に描いた。『カルロス4世の家族』の場合、画家が自身の姿を描き入れることが、画家の着想だったにせよ、王室側の意向だったにせよ、ゴヤは『ラス・メニーナス』に近い手法を採ったことになるが、今や筆頭宮廷画家となったゴヤは、かつてフェリペ4世の宮廷でベラスケスが同じ地位にあったことを踏まえ、ベラスケスに近づいたと感じていたのかもしれない。しかし、ここでもゴヤは、謙虚に距離を置く手法を心得ており、「背景の陰に入ったカンバスの位置に身を置いた (colocándose con su lienzo en el fondo y a la sombra)」のである。

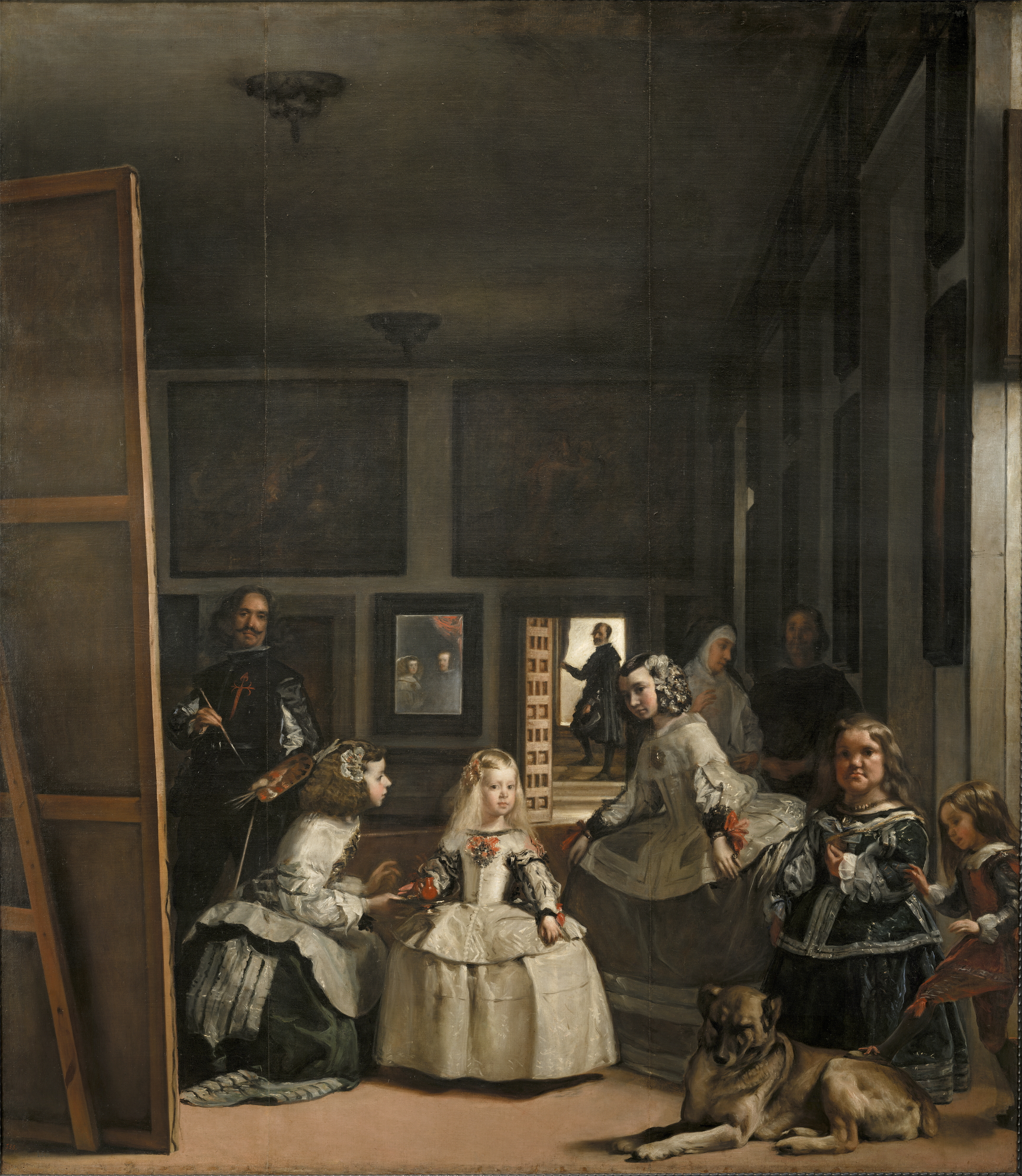
『ラス・メニーナス』、1656年。

『ラス・メニーナス』を思わせる他の特徴には、後景の壁に2枚の絵画が描かれていることと、ゴヤがカンバスの背後に王に仕える創作者としての役割をもった自身を描いたという前述の事実がある。ゴヤは、ベラスケスを、レンブラントと自然とともに、自分にとっての師である三者のひとつと見なしていた。しかし、ゴヤは、ベラスケスの傑作からも距離を置いていて、類似性が見出せるのは周辺的な細部だけであり、描かれた空間は奥行きもなく、バロック的な暗示は盛り込まれていない。
アラゴン州出身のゴヤは、密閉され、光も不十分な、好ましくない空間に人物を置いているが、それは画家にとっても都合の良いものではなかった。リヒトは、ベラスケスの場合とは異なり、画家の工房は、ゴヤによって「居心地の悪い不愉快な刑務所 (cárcel inhóspita y sórdida)」に変換されているとして、ジャニス・トムリンソンの議論を踏まえながら次のように解説を締めくくった。
ベラスケスにおいて叙事詩だったものが、ゴヤにおいては小説になった。ベラスケスの画面にあった緊張感は消え去った。セビリア人（ベラスケス）は、地上を支配するために神によって選ばれた家族を見ることができる場所を私たちに与え、婉曲な方法で、「公現 (epifanía)」を描いているかのような調子を出していた。ゴヤは、私たちを排除し、それによって公現を排除する。ベラスケスは、王家の祖先がどこから来たのか、どこにいるのか、どこに向かっているのかを示してくれる。カルロス4世の家族はどこからともなくやって来て、どこにも向かう先はない。

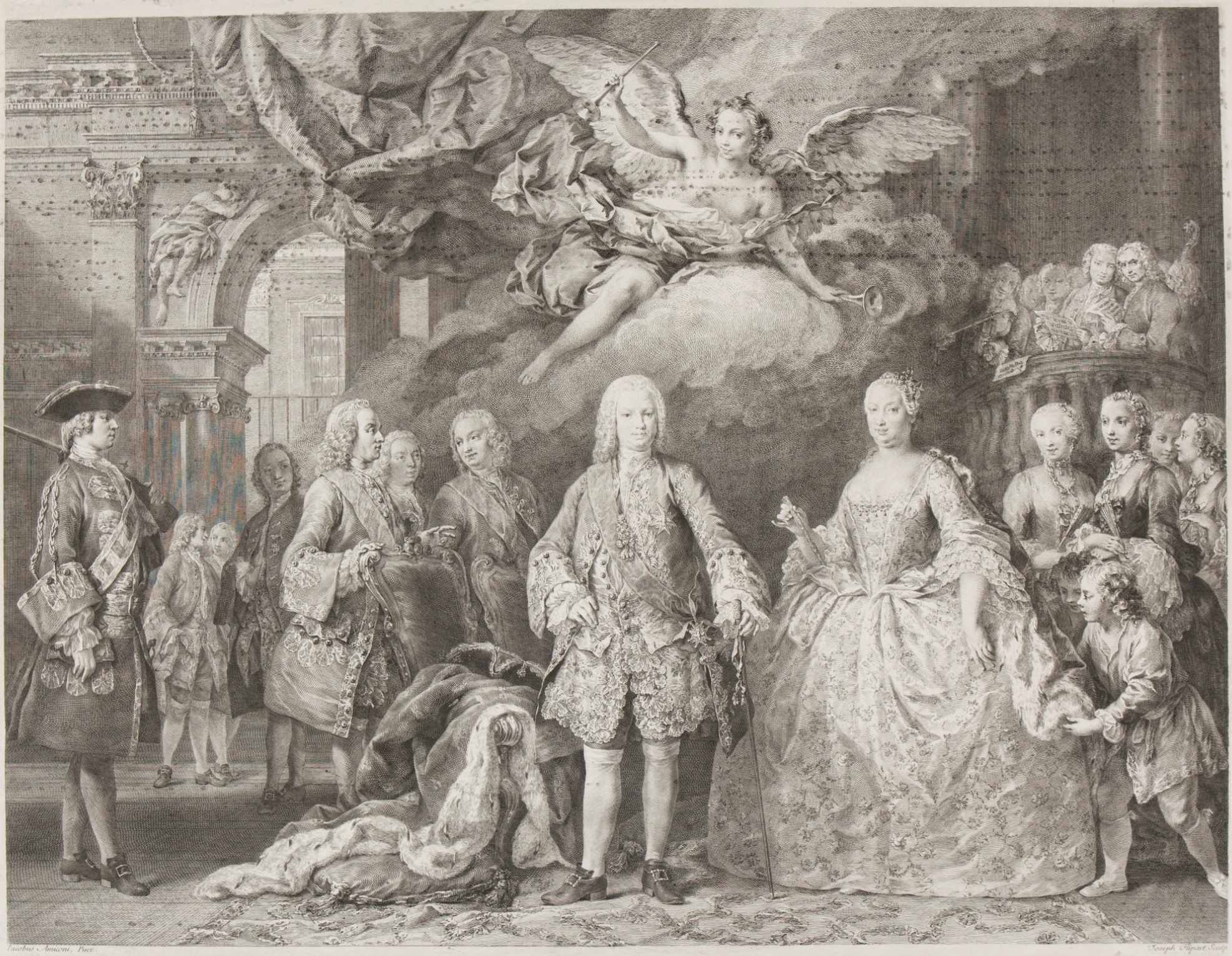
『フェルナンド6世とバルバラ・デ・ブラガンサの宮廷』、ジャコポ・アミゴーニの失われたものと考えられている絵画に基づく版画。

ゴヤは宮廷で、イタリアの画家ジャコポ・アミゴーニが描いた『フェルナンド6世とバルバラ・デ・ブラガンサの宮廷 (Fernando VI y Barbara de Braganza con su corte)』を見る機会が確実にあったが、この作品は現在では失われたものと考えられている。残されているのは、この作品に基づく版画だけであるが、そこからはゴヤの画面との類似点を見てとることができる。国王夫妻は、ゴヤの作品と同じように画面の中央に置かれ、家族や廷臣たちたちが両側に描かれている。この夫妻には子がなかったので、子孫ではなく、宮廷の女官たちや閣僚たちが描かれている。